# 加赫瓦雷
加赫瓦雷是伊朗的城市，位於該國西部札格羅斯山脈西部，由克爾曼沙汗省負責管轄，距離首府克爾曼沙赫57公里，海拔高度1,428米，2006年人口4,708。